# Codex Trivulzianus
Le Codex Trivulzianus ou Codice Trivulziano est un manuscrit de Léonard de Vinci. Il se présente sous la forme de 55 feuillets de format 19,5 × 13,5 cm, mais il en contenait 62 à l'origine. On le date en général des années 1487-1490.

## Histoire duCodex Trivulzianus
La plupart des dessins et des manuscrits de Léonard de Vinci furent conservés par son élève Francesco Melzi dans sa villa de Vaprio d'Adda. Son fils, Orazio Melzi, en hérita à sa mort en 1570. Le Codex Trivulzianus, comme d'autres manuscrits de Léonard de Vinci, fut donné par Orazio Melzi au sculpteur Pompeo Leoni, vendu par celui-ci au comte Galeazzo Arconati et enfin offert par ce dernier à la bibliothèque Ambrosienne de Milan en 1637. Il apparaît pour la dernière fois dans les catalogues de la bibliothèque Ambrosienne en 1674. Il disparut de l'Ambrosienne entre cette date et 1750, où un certain Gaetano Cacchia le vendit à Carlo Trivulzio, comme l'atteste la note rédigée au revers de la couverture par ce dernier : « Ce petit manuscrit appartenait au seigneur D. Gaetano Cacchia, chevalier novarais, mais domicilié à Milan, mort l'an 1782, au jour du 9 janvier, sur la paroisse de Saint-Damien de la Scala. Moi, Carlo Trivulzio, je l'achetai dudit Cacchia aux environs de l'année 1750, (...) lui donnant en échange une montre d'argent à répétition que j'avais acheté deux ans auparavant pour seize florins, mais qui, en vérité, était en parfait état, qu'ainsi ce petit manuscrit vint à me coûter six ou sept florins. » Le Codex Trivulzianus fut acquis par la ville de Milan en 1935, et conservé dans la bibliothèque Trivulziana du Castello Sforzesco. Il n'est pas accessible au public.

## Contenu du Codex Trivulzianus

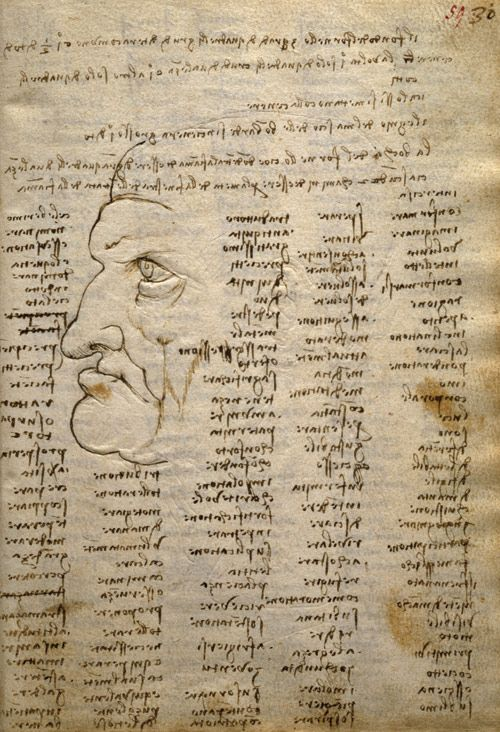
Un des feuillets du Codex Trivulzianus.

Le Codex Trivulzianus est en grande partie constitué de longues listes de mots (près de neuf mille) tirées du De Re Militari de Roberto Valturio, du Novellino de Masuccio Salernitano et du Vocabulista de Luigi Pulci. Il témoigne du désir de Léonard de Vinci d'enrichir son vocabulaire et d'assimiler de nouveaux termes techniques. 
Le manuscrit débute par une allusion à l'incendie de la bibliothèque d'Alexandrie : « Ammianus Marcellinus dit que sept cent mille livres ont été brûlés durant la conquête d’Alexandrie à l'époque de César. » On trouve plus loin une liste de cinq livres, interprétée en général comme un début d'inventaire par Léonard de Vinci de sa bibliothèque : la grammaire latine de Donato, un Lapidario, Pline, un livre d'abacco, et le Morgante de Luigi Pulci.  
Le manuscrit contient également des études d'architecture militaire et religieuse. On y trouve en particulier une série de dessins consacrés au tiburio de la cathédrale de Milan. En 1481, la cathédrale était encore inachevée. La structure qui devait soutenir la coupole avait été construite (4 piliers larges de seulement 2,67 m), mais pas la coupole elle-même. Un concours pour sa réalisation fut organisé en 1488. Léonard de Vinci y prit part avant de se retirer. Ces dessins témoignent des solutions qu'il avait envisagées : une coupole, surmontée d'un couronnement très élevé, renforcée soit par des arcs-boutants, soit par des absides sur chaque face, pour accroître sa stabilité. On trouve également deux études pour des écuries, contemporaines de celles consacrées au même sujet dans le Manuscrit B de l’Institut de France.

## Sources
- Les carnets de Léonard de Vinci, introduction, classement et notes par Edward Mac Curdy.
- A.E Popham, Les dessins de Léonard de Vinci, Bruxelles, Éditions de la Connaissance, 1947.
- Manuscrit D de l'Institut de France, éd. Nando de Toni, introduction André Corbeau, Grenoble, Roissard, 1972.
- Carlo Vecce, Léonard de Vinci, Flammarion, 1998.